# Parnassia lijiangensis
Parnassia lijiangensis är en benvedsväxtart som beskrevs av Tsue Chih Ku. Parnassia lijiangensis ingår i släktet Parnassia och familjen Celastraceae. Inga underarter finns listade.